# بیل گراهام (ترویج کننده)
بیل گراهام (انگلیسی: Bill Graham؛ ۸ ژانویهٔ ۱۹۳۱ – ۲۵ اکتبر ۱۹۹۱) بازرگان اهل ایالات متحده آمریکا بود. از فیلم‌هایی که وی در آن نقش داشته است، می‌توان به باگزی اشاره کرد. وی همچنین برنده جوایزی همچون پرپل هارت شده است.